# Jagdgeschwader 5
A Jagdgeschwader 5 (JG 5) "Eismeer" foi uma unidade de combate aéreo da Luftwaffe durante a Segunda Guerra Mundial. Como o nome da unidade "Eismeer" (Mar de Gelo), a unidade operava no extremo norte do continente europeu, na Noruega, Escandinávia e zona norte da Finlândia, todas elas áreas próximas ao Oceano Árctico. Mais de 25 aeronaves que serviram a JG 5 ainda sobrevivem hoje, mais do que qualquer outra unidade de combate do eixo na Segunda Guerra Mundial.